# Linda Bresonik
Linda Bresonik (Essen, Alemania Federal, 7 de diciembre de 1983) es una futbolista retirada alemana, se desempeñó como volante en el Paris Saint-Germain F.C.

## Trayectoria
Bresonik y su compañera de equipo de Duisburg, Annike Krahn, se unieron al Paris Saint-Germain en julio de 2012.
Ganó la medalla de bronce en los Juegos Olímpicos de Verano de 2008y ayudó a Alemania a ganar el séptimo título del país en el Campeonato de Europa de 2009.
También ganó la Copa de Alemania dos veces con Duisburg y terminó subcampeona en la temporada 2009-10 de la Bundesliga.
Formó parte del equipo de Alemania que ganó la Copa Mundial Femenina de la FIFA 2007. En 2011 Bresonik formó parte del equipo de la Copa Mundial Femenina de la FIFA Alemania 2011.
Anunció su retiro el 19 de diciembre de 2017.

## Clubes
| Club                | País     | Año         | Partidos | Goles |
| FCR 2001 Duisburgo  | Alemania | 2000 - 2005 | 83       | 22    |
| SC 07 Bad Neuenahr  | Alemania | 2005 - 2006 | 5        | 2     |
| SG Essen-Schönebeck | Alemania | 2006 - 2008 | 39       | 20    |
| FCR 2001 Duisburgo  | Alemania | 2008 -      | 51       | 12    |